# Isaac Kappy
Isaac Kappy (Albuquerque, 17 de fevereiro de 1977 - Bellemont, 13 de maio de 2019) era um ator americano conhecido por seus papéis nos filmes Thor (2011) e Terminator Salvation (2009) e na série de televisão AMC Breaking Bad.

## Carreira
Kappy fez sua estreia no cinema como um vigarista no filme Beerfest de 2006. Ele iria atuar nos filmes Not Forgotten, Fanboys, Terminator Salvation, São João de Las Vegas, Klown Kamp Massacre, Lemonade Mouth, Thor e 10 Years, e na série de televisão Breaking Bad, The Night Shift e Rachel Dratch Lanche da Noite.
Como músico, Kappy tocou na banda Charles McMansion com Tom Sandoval. O grupo lançou uma gravação, a animada canção pop "TIP" (uma sigla para "Touch In Public"), e apareceu no reality show Vanderpump Rules.
Kappy apareceu como um convidado no programa de rádio de Alex Jones, InfoWars, no qual ele acusou várias estrelas de cinema de pedofilia como parte da teoria da conspiração QAnon.

## Questões legais
Em 2018, Kappy foi investigado pela polícia após supostamente ameaçar a atriz Paris Jackson e o ator Seth Green. Jackson acusou Kappy de estrangulá-la em uma festa que ambos compareciam.

## Morte
Em 2019, Kappy cometeu suicídio pulando de uma ponte na entrada no Arizona. Antes de sua morte, Kappy postou uma longa nota em sua conta do Instagram, na qual ele se abriu sobre seu abuso de drogas e álcool, e se desculpou com Jesus Cristo, Donald Trump e com o movimento de teoria da conspiração QAnon. A postagem tinha a legenda: “Cuidado com o homem que não tem nada a perder, pois ele não tem nada a proteger”.

## Filmografia parcial
| Ano  | Título                 | Função                 | Ref(s) |
| ---- | ---------------------- | ---------------------- | ------ |
| 2009 | Fanboys                | Garfunkel              | [ 3 ]  |
| 2009 | Terminator Salvation   | Barbarosa              | [ 1 ]  |
| 2009 | São João de Las Vegas  | Nerd                   |        |
| 2010 | Massacre de Klown Kamp | Buzter Pie             |        |
| 2011 | Lemonade Mouth         | Mel                    |        |
| 2011 | Thor                   | Balconista de pet shop |        |
| 2011 | 10 Years               | Gutterball             |        |

### Televisão
| Ano  | Título                           | Função                 | Notas                            | Ref(s)      |
| ---- | -------------------------------- | ---------------------- | -------------------------------- | ----------- |
| 2016 | Rachel Dratch's Late Night Snack | Ator                   | Amor, Vida e Espaço Exterior     |             |
| 2015 | The Night Shift                  | Sean                   | Aguente                          |             |
| 2009 | Breaking Bad                     | Prisioneiro barulhento | Episódio: " Seven Thirty-Seven " | [ 2 ] [ 7 ] |